# Manhac
Manhac – miejscowość i gmina we Francji, w regionie Oksytania, w departamencie Aveyron. W 2013 roku jej populacja wynosiła 781 mieszkańców. 

## Zabytki
Zabytki w miejscowości posiadające status monument historique:
- targowisko-oratorium w osadzie Naves (fr. Halle-oratoire de Naves)